# Nomada gutierreziae
Nomada gutierreziae är en biart som beskrevs av Cockerell 1896. Nomada gutierreziae ingår i släktet gökbin, och familjen långtungebin. Inga underarter finns listade i Catalogue of Life.